# NGC 1024
NGC 1024 este o interacțiune de galaxii situată în constelația Berbecul. A fost descoperită în 18 septembrie 1786 de către William Herschel. Se află la o distanță de 51,52 de megaparseci de Pământ.